# ضعف الشم
ضعف الشم أو نقص الشم (بالإنجليزية: Hyposmia)‏ هو انخفاض القدرة على الشم والكشف عن الروائح. وهناك حالة ذات صلة بها هي فقد الشم، حيث لا يمكن اكتشاف أي روائح. بعض من أسباب مشاكل الشم هي الحساسية، والسليلة الأنفية، والالتهابات الفيروسية وصدمات الرأس. تشير التقديرات إلى أن ما يصل إلى 4 ملايين شخص في الولايات المتحدة يعانون من نقص السكر في الدم أو الشوائب ذات الصلة.
قد يكون نقص الهواء هو علامة مبكرة جدا على مرض باركنسون.يعد نقص النوم أيضًا اكتشافًا مبكرًا وعالميًا تقريبًا في مرض ألزهايمر والخرف مع أجسام ليوي.يمكن أن يكون سبب نقصان الدم مدى الحياة بسبب متلازمة كالمان.